# Główny Archeolog Kraju
Główny Archeolog Kraju (GAK) – funkcja utworzona w 1996 r. w reakcji Ministerstwa Kultury i Sztuki na postulaty środowiska archeologów skupionych w Komitecie Nauk Pra- i Protohistorycznych PAN.
Funkcję tę przypisano zastępcy generalnego konserwatora zabytków ds. zabytków archeologicznych, którego zadania obsługiwało Biuro Ochrony Dóbr Kultury i Muzeów/Biuro Ochrony Zabytków. Funkcja ta w zamierzeniu sprzyjać miała nadaniu szczególnej wagi zadaniom z zakresu ochrony zabytków archeologicznych i ich koordynacji na szczeblu ogólnopaństwowym.
Likwidacja funkcji GAK nastąpiła w 1998 r. w wyniku decyzji Ministerstwa Kultury i Sztuki, wywołanej przez nasilający się konflikt między ówczesnym GAK (Zbigniew Kobyliński), a środowiskiem archeologów zaangażowanych w prace na trasie wielkich inwestycji liniowych, których interesy reprezentował przede wszystkim prof. Zbigniew Bukowski jako szef nieuznającego autorytetu GAK Ośrodka Ratowniczych Badań Archeologicznych, doc. Lech Czerniak reprezentujący wykonawców badań archeologicznych na trasie inwestycji liniowych i Marek Gierlach główny koordynator archeologiczny z ramienia inwestorów.
Od czasu likwidacji funkcji GAK następowało systematyczne obniżanie się rangi ochrony zabytków archeologicznych w systemie ochrony zabytków i podporządkowywanie jej doraźnym celom inwestycyjnym, czy projektom badawczym.
Od dnia likwidacji Ośrodka Ochrony Dziedzictwa Archeologicznego, czyli od 1 stycznia 2007 r., nie istnieje w Polsce żaden organ lub instytucja szczebla ogólnopolskiego, który zajmowałby się problematyką ochrony dziedzictwa archeologicznego, jako jego podstawowym zadaniem statutowym.